# ابن الخراط الدواليبي
أبو علي محمد بن عبد المحسن بن عبد الغفار الأزجي البغدادي القطيعي يعرف عموماً بـابن الخرّاط وابن الدَواليبي (2  أكتوبر 1240 - 5 أبريل 1328) عالم مسلم ونحوي وشاعر عراقي من أهل القرن السابع الهجري. هو فقيه حنبلي وابن شيخ دار الحديث المستنصرية وولي مشيخة الحديث مكانه. ولد ببغداد ونشأ بها، وسمع من إبراهيم بن الخير والأعز بن العليق ويحيى بن قميرة وأخيه أحمد وأحمد بن عمر الباذبيني وعجيبة بنت الباقداري وغيرهم فحفظ مختصر الخرقي واللمع في النحو لابن جني وحج غير مرة ودخل دمشق سنة 698 هـ ووعظ بها. وله إجازات، وكان عالماً في النحو وغيره، وله شعر. توفي في مسقط رأسه ودفن فيها بالشهداء، بمقبرة الإمام أحمد بن حنبل. 

## سيرته
هو محمد بن عبد المحسن بن عبد الغفار، عفيف الدين أبو علي بن أبي المحاسن بن أبي الحسن، يعرف بابن الدواليبي وبابن الخراط، وهي صنعة عبد الغفار جده الأعلى ووالده هو الذي تولى مشيخة المستنصرية. ولد محمد في الثالث عشر أو الرابع عشر ربيع الأول سنة 638 هـ وقيل 639 هـ ببغداد.

سمع صغيراً من إبراهيم بن الخير، والأعز بن العُليِّق ويحيى بن قميرة وأخيه أحمد وعبد الملك بن قيبا، ومحمد بن مقبل ابن المنَّى وعلي بن معالي الرصافي، وعبد الله بن علي النعال، ومن الصاحب ابي المظفر ابن الجوزي، وعجيبة بنت الباقداري، وعمر الباذبيني وغيرهم. العلماء الذين درسوا عليه وسمعوا منه : أبو محمد القاسم بن محمد البرزالي، أبو عبد الله محمد بن أحمد بن عثمان الذهبي، أبو العباس بن يعقوب ابن الصابوني، أبو الفضل عبد الرزاق بن أحمد ابن الفوطي، أبو العلاء شمس الدين الفرضي، ابن المطري الأنصاري، ركن الدين القزويني، ابن السباك الحنفي، سراج الدين القزويني، والصدر الشعيبي. 

توفي ببغداد يوم رابع عشرين من جمادى الأولى سنة ثماني وعشرين وسبعمائه، وشيعه خلق كثير، ودفن بمقابر الشهداء من باب حرب.

## شعره
وله نظم فمنه: